# Peter Nijkamp
Peter Nijkamp (Dalfsen, 26 februari 1946) is een Nederlands econometrist. Vanaf 1 januari 2009 tot aan zijn pensionering in 2016 was hij universiteitshoogleraar aan de Vrije Universiteit in Amsterdam.

## Carrière
Nijkamp studeerde econometrie aan de Nederlandse Economische Hogeschool en werkte na zijn promotie vanaf 1973 aan de Vrije Universiteit in Amsterdam, sinds 1975 als hoogleraar regionale economie en economische geografie. Nijkamp heeft veelvuldig gepubliceerd op uiteenlopende terreinen en heeft vele promovendi begeleid.

## Eerbewijzen en functies
In 1996 werd Nijkamp de Spinozapremie toegekend door NWO. Nijkamp is lid van de Koninklijke Nederlandse Akademie van Wetenschappen en was van 1 juni 2002 tot 11 december 2008 voorzitter van NWO.
Op 1 maart 2008 trad Nijkamp toe tot het College Stedelijke Innovatie van het Nicis Institute, het Maatschappelijk Top Instituut voor de steden.
Naast tal van functies in wetenschappelijke gremia, trad Nijkamp ook op als adviseur van instellingen als de Wereldbank, de Europese Commissie, de OESO, de Raad van Europa en de Nederlandse regering.